# Bicicletă tandem

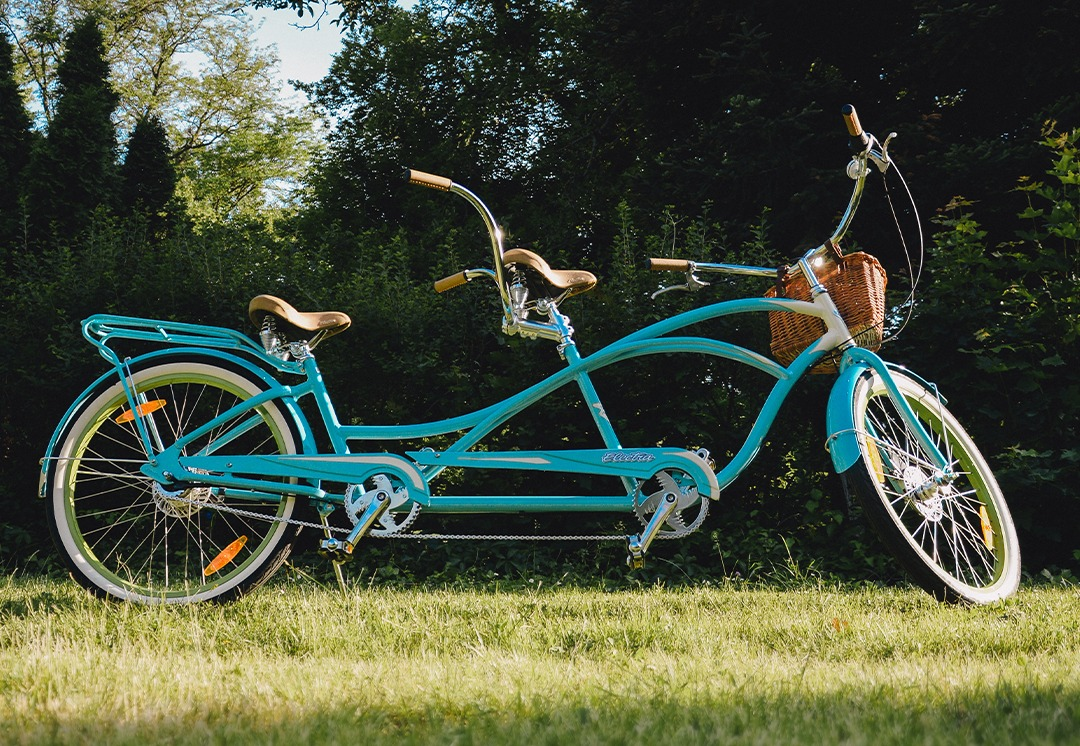
Bicicleta tandem are două sau mai multe locuri

Bicicleta tandem poate fi definită ca fiind un vehicul rutier cu două roți așezate în linie una în spatele celeilalte și cu două sau mai multe locuri pentru cicliști. Bicicleta tandem este pusă în mișcare prin intermediul pedalelor acționate cu picioarele de toți bicicliștii aflați pe bicicleta tandem.
Ideea ca două persoane să împartă o bicicletă cu două roți datează de la primele modele ale inventatorului german Karl von Drais. De-a lungul timpului, bicicletele tandem au fost prezente în fiecare etapă a dezvoltării bicicletei și în aproape toate formele de biciclete și triciclete. Aranjamentul modern standard al bicicletelor tandem este cu un biciclist în spatele celuilalt - persoana din față, sau „pilotul”, conduce bicicleta și persoana din spate este „stokerul”. În anii 1890, femeile se așezau în față, în timp ce bărbații pedalau, frânau și conduceau din locul din spate. În oricare aranjament, bicicleta este pusă în mișcare de două persoane, dar are zona frontală construită pentru o sigură persoană, conferindu-i un avantaj aerodinamic. Ocazional, a fost utilizată o configurație „de socializare” cu locurile unul lângă celălalt. Bicicleta tandem permite unei persoane cu deficiențe de vedere să se bucure de ciclism ca ”stoker” alături de un pilot văzător.
Luând în calcul greutatea a două persoane, tandemurile au nevoie de frâne foarte eficiente. Având două persoane la pedale înseamnă că există de două ori mai multă putere de a conduce un tandem, dar există și o greutate mai mare ce trebuie propulsată. De aceea, multe tandemuri sunt dotate schimbătoare de viteze. Datorită lungimii lor, tandemurile pot fi greu de transportat și depozitate. De aceea, unele modele, au legături speciale în cadru pentru a putea fi demontate ușor.
În Marea Britanie și alte în țări europene implicate în Al Doilea Război Mondial perioada de la sfârșitul ostilităților și până în 1959 se caracterizează prin mari fluctuații în ceea ce privește bicicletele tandem: după cererea de biciclete noi de după război, industria bicicletelor a intrat apoi în abrupt declin. Pe măsură ce economia s-a îmbunătățit și oamenii s-au întors la transportul motorizat - motorete, scutere, motociclete, iar mașini - producătorii de cicluri britanici nu au mai fost interesați de tandemuri, deși câțiva specialiști au construit biciclete personalizate. În Germania și SUA, marii producători de biciclete produceau și biciclete tandem, de când oamenii au început să creadă că pedalatul în doi este distractiv pentru cupluri și copii.

## Evoluția bicicletelor tandem
Inventată în anii 1890, bicicleta tandem a evoluat de-a lungul timpului ca design și materialele folosite. În timp ce majoritatea modelelor actuale sunt proiectate pentru plimbări de agrement și sunt construite din oțel, există și tandemuri din fibră de carbon pentru plimbări off-road. Un dezavantaj al tandemurilor timpurii a fost mărimea lor. Pentru a păstra rezistența și rigiditatea, cadrele erau scurte, oferind un disconfort în poziția de pedalat. Utilizarea materialelor moderne înseamnă că aceste cadrele pot fi mai lungi fără a le reduce integritatea, oferind astfel o experiență mult mai plăcută la pedalat. Cadrul mai lung a făcut ca tandemurile moderne să fie chiar mai greu de depozitat și transport decât vechile variante din secolul XX. Dându-și seama de acest lucru, unii producători de biciclete tandem au proiectat cadre demontabile care pot fi desfăcute în câteva minute.